# Concana lecta
Concana lecta är en fjärilsart som beskrevs av William Schaus 1911. Concana lecta ingår i släktet Concana och familjen nattflyn. Inga underarter finns listade i Catalogue of Life.